# Mariner–10
A Mariner–10 az amerikai Mariner-program tizedik űrszondája, egyben 7. sikeresen végrehajtott küldetése.

## Küldetése
A NASA a küldetésre 98 millió amerikai dollárt biztosított, amelyet összeghatár alatt – 1 millió dollárral – sikerült megvalósítani. Célja a Vénusz és a Merkúr kutatása. Ez az első űreszköz, amely gravitációs hintamanőverrel jutott el céljához, heliocentrikus pályán többször visszatért célpontjához, megközelítette a Merkúrt és egyszerre két bolygót vizsgált.

## Jellemzői

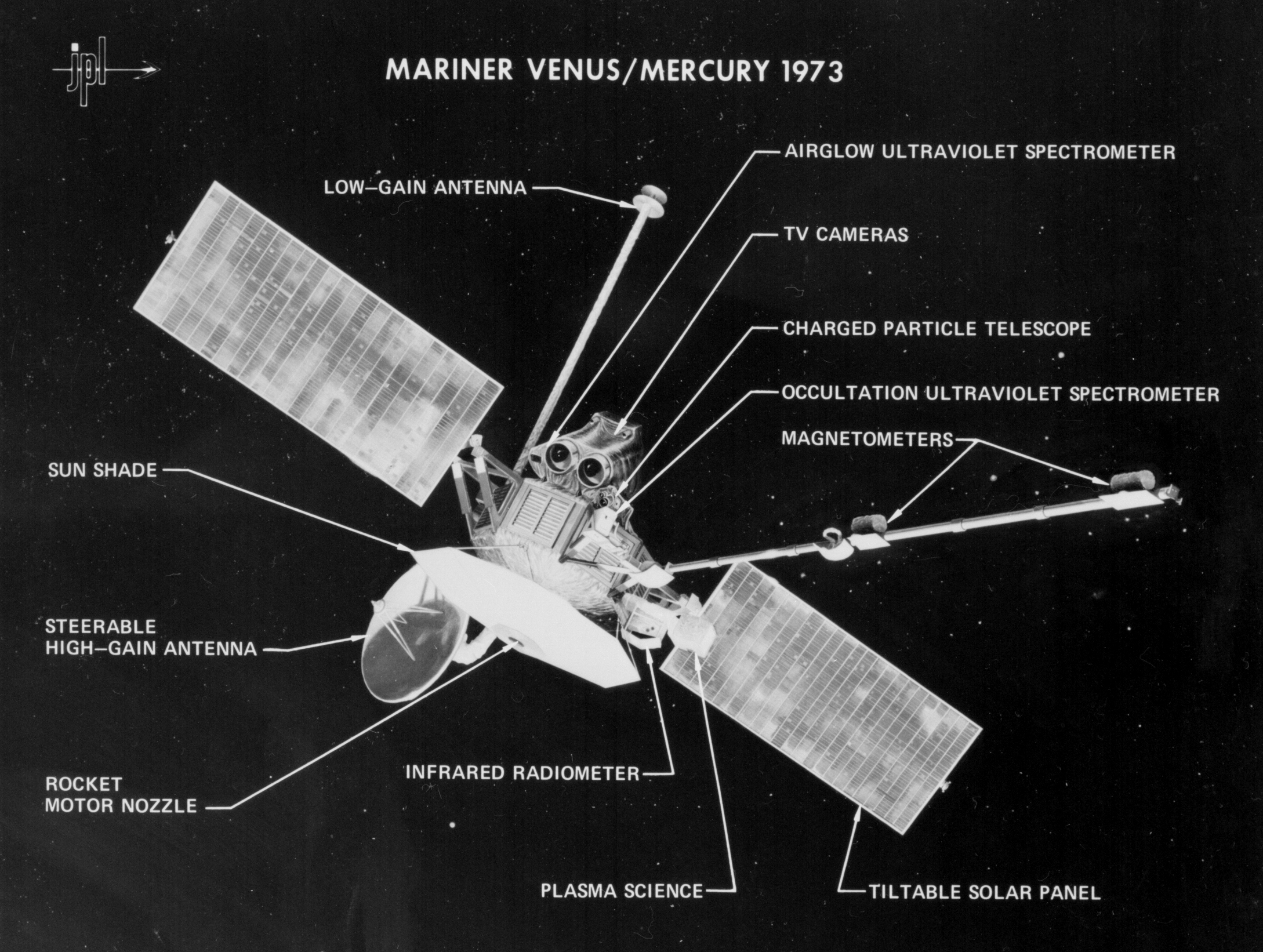
Felépítése

A Mariner-űrszondákat a Jet Propulsion Laboratoryumban fejlesztették és építették, amit a NASA és a Office of Space Science and Applications üzemeltetett.
Egyéb megnevezései: Mariner Vénusz Merkúr 1973, COSPAR: 1973 – 085A. Kódszáma: 6919.
1973. november 3-án a floridai Cape Canaveral Space Force Stationből, a Launch Complex 36-B jelű indítóállványról egy Atlas SLV-3D Centaur-D1A hordozórakétával emelkedett a magasba. Az Atlas-rakétafokozat kiégése után a Centaur-rakétafokozat gyorsította fel az űrszondát a második kozmikus sebességre, hogy a célbolygók közelébe kerülhessen.
Három tengelyesen, giroszkópokkal forgás-stabilizált űreszköz. Vonatkozási pontjai a Nap és a Canopus voltak. Alakja nyolcszögletű hasáb; átmérője 1,384; magassága 457 és kibontott állapotú magassága 3,7 m. Magnézium-ötvözetből készült a ház és a műszerek többsége. Energia biztosítása érdekében a hasáb oldalaihoz (tetejére) 2 napelemtáblát (2 x 269 x 97 cm; 14 742 napelem; 5,1 m²) szereltek. A napelemek fesztávja 6,89 m. Éjszakai (földárnyék) energia ellátását nikkel-kadmium akkumulátorok biztosították. Rendelkezett kőrsugárzó rúdantennával (2,85 m) és parabola antennával; melynek átmérője 1,37 m. Kezdeti tömege 526; a hidrazinos hideg gázfúvókák pályamódosítást segítő hajtóanyag mennyisége 30 és a tudományos műszereinek tömege 79,4 kg. Pályamódosításhoz nitrogén gázfúvókák álltak rendelkezésére. Az alkalmazott számítógép 512 szavas memóriával fokozta a földi parancsok végrehajtását.
1974. február 5-én 5769 km-re megközelítette a Vénuszt, ahol eleinte 42 mp-ként készített felvételeket (ezek voltak az első közelképek). Összesen 4165 felvételt készített. Március 16-án pályakorrekció mellett felhasználva a Vénusz gravitációs terét, elindult a Merkúr felé, amit első alkalommal március 29-én, a felszíntől 740 km magasságban közelített meg. 616 nagy felbontású és több száz kis felbontású felvételt készített. Az alkalmazott pályakorrekció biztosította, hogy két Merkúr-év elteltével az űreszköz újabb vizsgálatokat végezhessen. A második találkozóra szeptember 21-én került sor, amikor 47 958 km távolságban történt az elrepülés. A találkozón 500 felvétel készült. Újabb pályakorrekcióval két Merkúr-év elteltével 1975. március 16-án újabb vizsgálatokat végezhetett, 328 km távolságból, amely során feltérképezte a bolygó felszínének 45%-át.
1975. március 24-én megszakadt a kapcsolat.

## Műszerek
- Airglow Ultraviolet Spectrometer – ultraibolya sugárzás mérő
- TV-kamerák
- Charged Particle Telescope – töltött részecske teleszkóp
- Occultation Ultraviolet Spectrometer – ultraibolya-sugárzás spektrométer
- Magnetométerek
- Infrared Radiometer – infravörös sugárzás mérő
- Plasma Science – plazmavizsgáló

## Lásd még
- MESSENGER

### Magyar oldalak
- Dancsó, Béla: Merkúr-hinta: 35 éve járt először űrszonda a legbelső bolygónál. Űrvilág.hu, 2009. március 31. (Hozzáférés: 2009. március 31.)

### Külföldi oldalak
- Mariner-program. astronautix.com. (Hozzáférés: 2014. február 21.)
- Mariner–9. nasa.gov. [2014. február 25-i dátummal az eredetiből archiválva]. (Hozzáférés: 2014. február 21.)
- Mariner–9. lib.cas.cz. [2013. október 13-i dátummal az eredetiből archiválva]. (Hozzáférés: 2014. február 21.)

| Elődje: Mariner–9 | Mariner-program 1962–1973 | Utódja: Program vége |